# Međugorje

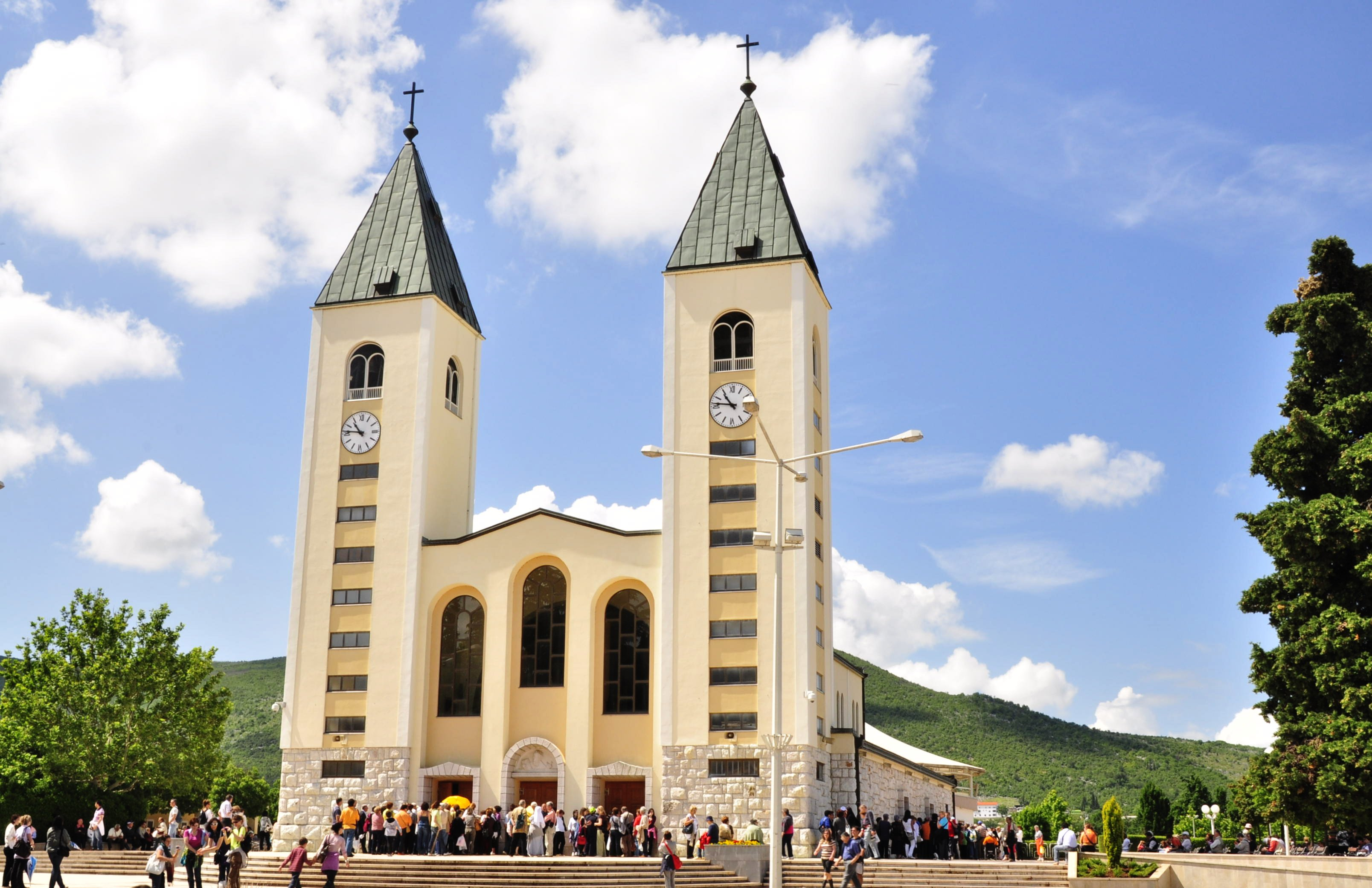
Santuário de Nossa Senhora de Međugorje

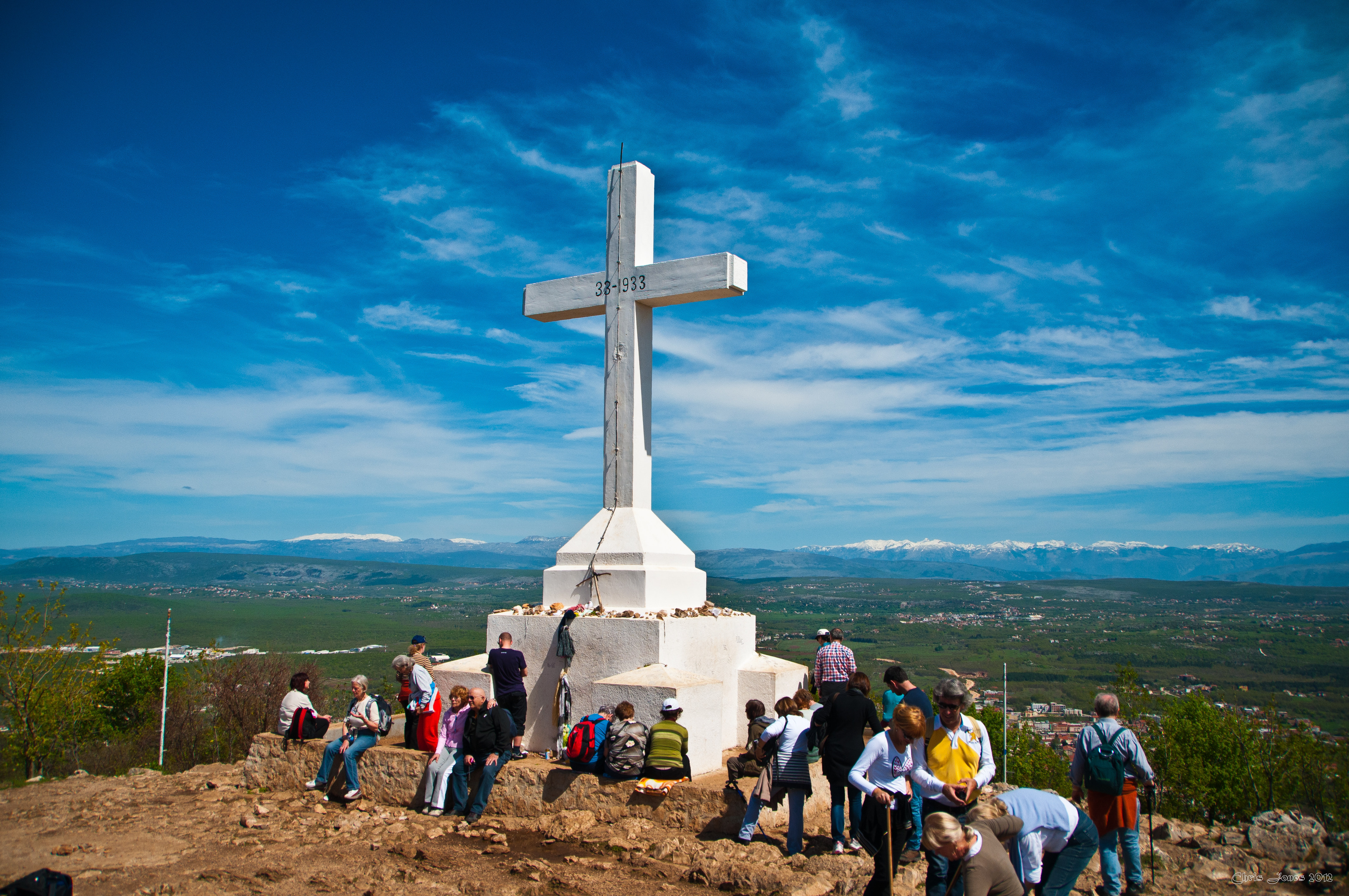
Monte Krizevac (ou Monte da Cruz)

Međugorje (em cirílico sérvio: Међугорје; tradução: "no meio dos montes") ou Medjugorje, é uma vila situada no município de Čitluk, no Sul da Bósnia e Herzegovina, onde alegadamente estão a ocorrer as mais recentes aparições da Virgem Maria. Os fenômenos tiveram início a 24 de junho de 1981, tendo tido, nos primeiros meses, uma frequência diária, e posteriormente passado a aparições mensais ou anuais (dependendo dos videntes). Entre os videntes, encontram-se seis pessoas nascidas nos arredores da localidade e a quem a Virgem Maria se terá apresentado como "Eu sou a Rainha da Paz".
Conhecida com os títulos de Nossa Senhora de Međugorje ou Rainha da Paz, em 1991, a Conferência Jugoslava dos Bispos determinou que não havia nada de sobrenatural nessas ocorrências, mas ao mesmo tempo declarou que os eventos continuariam a ser investigados. Nesse mesmo ano, a Virgem Maria terá afirmado aos videntes locais que viera para concluir o que iniciara em Fátima, Portugal.
Em 2024, a Igreja Católica concluiu que as mensagens de Međjugorje estão de acordo a fé e que os fenômenos trouxeram consigo frutos positivos, permitindo o culto público à Rainha da Paz mas mantendo-se neutra em relação a sobrenaturalidade das aparições e aos videntes.